# Harste
Harste is een dorp in de Duitse gemeente Bovenden in de deelstaat Nedersaksen. In 1973 werd het dorp deel van de uitgebreide gemeente Bovenden.
Harste wordt voor het eerst vermeld in een oorkonde uit 952. De dorpskerk, gewijd aan Johannes de Doper, is van 1770. De kerk is gebouwd op de fundamenten van een voorganger.
- Gemeinsame Normdatei: 4023516-6
- Library of Congress Control Number: n79064210
- Nationale Bibliotheek van Israël: 987007564351905171
- Virtual International Authority File: 143053961